# Бентивольо, Эрколе (политик)
Эрколе Бентивольо (итал.  Ercole Bentivoglio, Болонья, 1450 — Болонья, 13 сентября 1524) — итальянский политик.

## Биография
Сын Лудовико Бентивольо, родился в Болонье в период политического господства его семьи, когда городом фактически правил его дядя Джованни Бентивольо. В 1488 г. вошёл в состав Коллегии шестнадцати, в 1491 г. принял после старшего брата Андреа место сенатора и в 1494 г. — был избран гонфалоньером юстиции. Разоблачение заговора Джованни Мальвецци убедило Джованни в необходимости единоличного управления Болоньей, при поддержке представителей собственной семьи и ограничении политических амбиций других знатных семей города чисто представительскими функциями.
Влиятельность семьи помогла Эрколе обрести некоторое положение и за пределами Болоньи — в частности, это выразилось в приглашении его на различные торжества с участием представителей знатных родов со всей Италии. Так, в 1470 г. он участвовал в турнире по случаю праздника Св. Петронио, в 1487 г. — в торжествах по случаю женитьбы Аннибале Бентивольо, в 1492 г. — по случаю свадьбы Алессандро Бентивольо и Ипполиты Сфорца, в январе 1494 г. вместе с другими сенаторами участвовал в церемонии открытия судоходного канала между Болоньей и Кортичеллой, а позже в том же году сопровождал в Мантую двоюродную сестру Лауру, невесту Джованни Гонзага.
Исполнял он и военные задания: в 1493 г. Джованни II Бентивольо поручил ему командование отрядом арбалетчиков, а в 1500 г. он сначала состоял на военной службе у Пизы, а затем в составе отряда Чезаре Борджиа сражался у Римини против Пандольфо Малатеста.
В 1502 г., в период существования угрозы захвата Болоньи войсками Чезаре Борджиа, предупредил о подготовке нападения на город и возможном захвате Джованни Бентивольо. 24 декабря 1502 г. вместе с Антонио Вольта был направлен сенатом в лагерь Борджиа для переговоров, но по дороге, у реки Панаро, был захвачен французским отрядом и доставлен в Парму в качестве пленника. В обмен на его освобождение французы требовали от Болоньи выкуп в размере 5000 дукатов, объясняя свои действия тем, что в Казальфьюманезе крестьяне убили французского капитана. Инцидент был исчерпан благодаря вмешательству французского губернатора Милана Шарля д’Амбуаза, который потребовал от военных немедленно освободить Бентивольо.
В ноябре 1506 г., когда семья Бентивольо была изгнана из Болоньи усилиями Папы Римского Юлия II, Эрколе был там удержан Папой, который признал его непричастным к деяниям Джованни и его сыновей, а также включил его в состав нового магистрата Сорока, принудив только семью к изменению фамильного герба, на котором в дополнение к традиционной «пиле» появилось изображение желудей.
Согласие Эрколе с новым политическим порядком оказалось безоговорочным, и когда в 1511 г. Аннибале Бентивольо, восстановив контроль над Болоньей, сделал его членом восстановленной Коллегии шестнадцати, смог избежать политической компроментации вместе с другими родственниками и завоевал доверие Папы Льва X, который, после окончательного изгнания Аннибале с братьями из города в 1512 г., 22 июня 1513 г. подтвердил членство Эрколе составе Сената сорока.
Некоторое время Аннибале и Эрмес Бентивольо пытались вести переговоры с Папой о своём возвращении в Болонью, рассчитывая на давние дружеские связи Бентивольо с Медичи, но Лев X для принятия такого решения нуждался в поддержке Франции и жителей Болоньи; в этот период Эрколе, как и большинство горожан, добивался от Папы отказа его родственникам в их просьбах, и в 1517 г. был поощрён назначением на должность гонфалоньера. Оставаясь верным новому политическому порядку, противостоял попытке возвращения в Болонью Аннибале Бентивольо, поддержанной болонским епископом Бернардо Росси, а также вооружёнными отрядами Аннибале Рангони и Франческо Мария делла Ровере. Сын Эрколе от Джулии Манцоли Лудовико возглавил оборону города, и солдаты Аннибале, понеся тяжелые потери, отступили 20 апреля 1522 г. Умер Эрколе Бентивольо 13 сентября 1524 г.